# Abudefduf vaigiensis

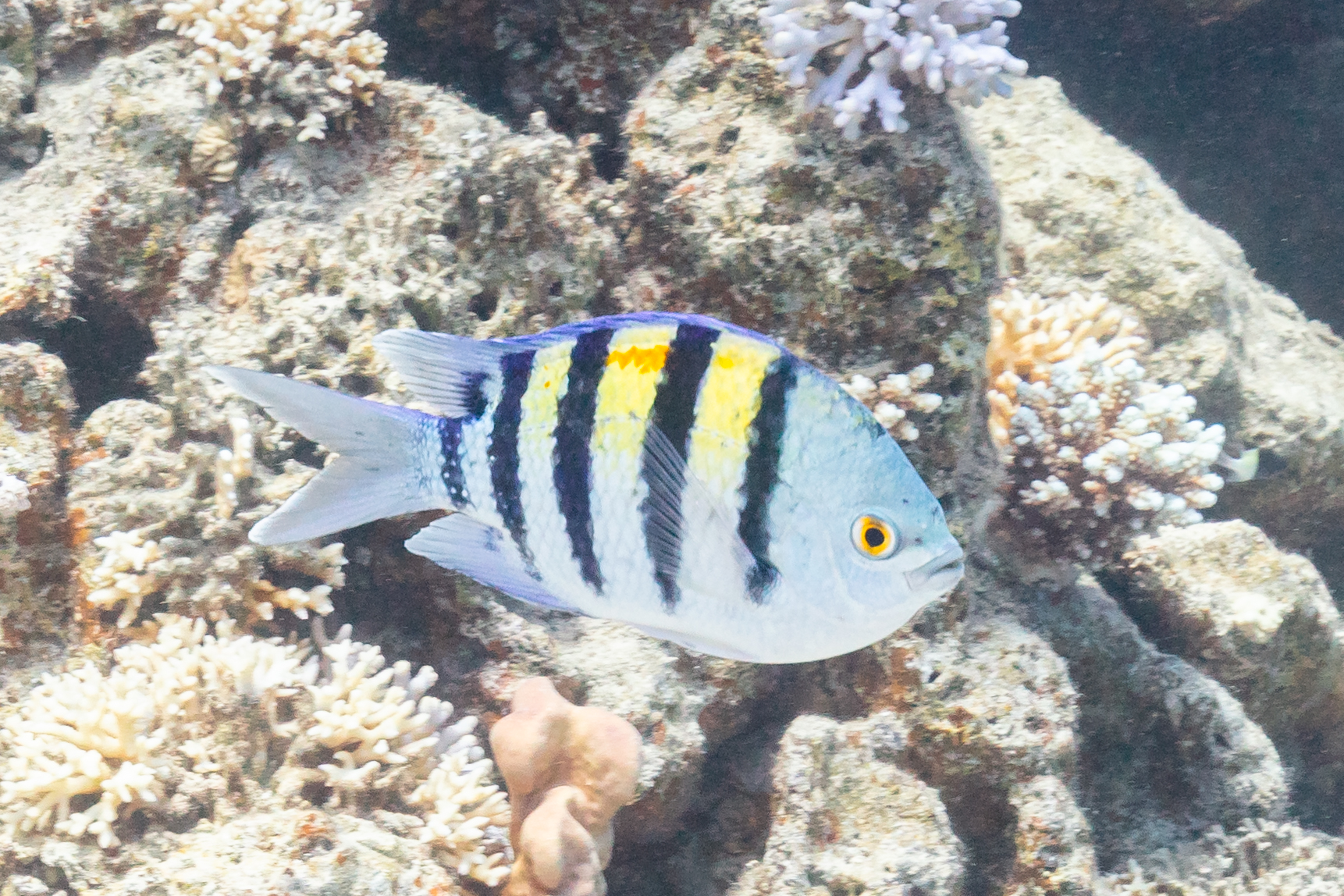
Abudefduf vaigiensis en el mar Rojo.

Abudefduf vaigiensis es una especie de peces de la familia Pomacentridae en el orden de los Perciformes.

## Morfología
Los machos pueden llegar alcanzar los 20 cm de longitud total.

## Hábitat
Es un pez de mar.

## Distribución geográfica
Se encuentra desde el Mar Rojo y  África Oriental hasta las Islas de la Línea, las Tuamotu, el sur del Japón y Australia.